# Étoile sur la montagne
L'Étoile sur la montagne (en anglais Star on the Mountain), appelée aussi Étoile d'El Paso (en anglais El Paso Star), est une illumination en forme d'étoile disposée sur la chaîne de montagnes Franklin dans la ville frontalière d'El Paso, au Texas, qui est illuminée tous les soirs par la chambre de commerce de la ville. L'étoile est allumée pour la première fois en 1940 en tant que décoration de Noël afin de rappeler aux habitants des deux côtés de la frontière entre le Mexique et les États-Unis que l'Amérique est en paix pendant la période des fêtes. Par ailleurs, elle est également comparée à l'étoile de Roanoke (en) similaire en Virginie.
Il s'agit d'une étoile à cinq branches composée de 459 ampoules et qui est visible depuis les airs jusqu'à 160 km de distance. Auparavant seulement éclairée pendant la période des fêtes, elle est désormais alimentée toute l'année par la Chambre de commerce du Grand El Paso et El Paso Electric.

## Histoire

### 1940 - 1993: Genèse et éclairage annuel
L'étoile est allumée pour la première fois le 29 novembre 1940 à 18 h 10 avec plus de 300 lampes bleu-blanc lumière du jour,. Elle est installée par la El Paso Electric Company, en espérant selon son président Roy S. Nelson que l'étoile « contribue à l'aspect festif de [la] ville pendant la période des fêtes ». L'étoile, qui mesure alors plus de 120 m de long et 91 m de large, vise également à rappeler que l'Amérique est en paix.
En 1941, l'étoile passe de 300 ampoules à 350 afin de combler les points sombres. Après avoir été détruite par une tempête, l'étoile est reconstruite en décembre 1946. Cette version de l'étoile est composée de 459 lampes bleues ciel et mesure 82 m par 85, et est visible depuis les airs jusqu'à 160 km de distance. Par ailleurs, cette étoile est comparée par les résidents d'El Paso à l'étoile (en) de Roanoke en Virginie.
Pendant près de 50 ans, l'étoile ne brille que pour les fêtes de fin d'année, à deux exceptions près. À partir de 1979, l'étoile est allumée toutes les nuits pendant 444 nuits pour soutenir les otages américains de la crise des otages en Iran. Une fois les otages libérés, l'étoile est de nouveau éteinte. Elle est également allumée toutes les nuits de la saison de Noël 1990 jusqu'au 21 août 1991, jour où le dernier soldat de Fort Bliss est revenu de la guerre du Golfe.
A l'occasion d'une course internationale pour la Terre au profit de l'UNICEF, le 14 décembre 1986, l'athlète tanzanien Suleiman Nyambui passe une flamme au président de la El Paso Electric Company, Evern Wall, qui la plonge dans une vasque cérémonielle à 18 heures et allume l'étoile au même moment,.

### Depuis 1993: Éclairage quotidien
En novembre 1993, un projet conjoint entre la chambre de commerce du Grand El Paso et la compagnie électrique d'El Paso conduit à l'allumage de l'étoile tous les soirs,, bien que de nombreux habitants d'El Paso s'oppose à l'idée. Le projet permet également aux particuliers de parrainer une illumination de l'étoile en l'honneur d'un être cher ou d'une occasion spéciale.
32 000 $ sont dépensés pour remodeler l'étoile en 2007, y compris pour installer de nouveaux appareils de câblage et d'éclairage, des ampoules plus fiables et un système de radiofréquence afin contrôler à distance de l'étoile à partir d'un ordinateur ou d'un téléphone portable. Cela permet de contrôler facilement l'étoile sans qu'une équipe ne remonte physiquement la chaîne Franklin.
La ville devient propriétaire de l'étoile en 2009, après que le conseil municipal a voté pour accepter le don de l'équipement et du logo de la Chambre de commerce. En 2010, le conseil municipal vote pour approuver un bail de 50 ans avec la société 88 Investments Inc., propriétaire du terrain sur lequel réside l'étoile. Plutôt que de payer un loyer, la ville paye environ 1 200 $ de taxe par an sur le terrain.
En octobre 2021, l'étoile passe au rouge vif pour célébrer plusieurs campagnes de sécurité publique, notamment la Semaine de la prévention des incendies, le Mois national de sensibilisation contre les violences domestiques (en) et la Semaine du ruban rouge.
Dans le cadre de ses 125 ans en septembre 2023, la Chambre de commerce d'El Paso lance un projet de 300 000 $ pour remplacer les ampoules de l'étoile par des ampoules fabriquées par la société new-yorkaise CodeLumen pouvant être contrôlées individuellement à l'aide d'un ordinateur et qui sont plus lumineuses, plus économes en énergie et plus résistante. 491 des 492 anciennes ampoules sont vendues 1 000 $ chacune afin de financer cette rénovation, la dernière étant quant à elle vendue aux enchères. Le remplacement débute à partir du 12 septembre.

## Vandalisme
L'étoile est fréquemment vandalisée par des intrus, et les autorités affirment que le vandalisme est constant depuis que l'étoile existe. La Chambre de commerce demandait constamment à la communauté locale d'éviter que des gens y pénètrent et vandalisent ce symbole d'El Paso, notant également que la zone est surveillée par des caméras et le Département de police d'El Paso (en).
Le vandalisme de l'étoile consiste généralement à casser des ampoules et à jeter des bouteilles de bière vides sur le site, entraînant des contraventions pénales de la part de la police d'El Paso. Certains vandales volent également des ampoules de la propriété. La rénovation de 2023 vise à endiguer les dégradations grâce à des boitiers « incassables ».